# رادینوسوکوس
رادینوسوکوس (نام علمی: ') نام یک سرده از رده خزندگان است.